# Edin Hamidovic
Edin Hamidovic, född 27 november 1993 i Västervik, uppväxt i stadsdelen Öxnehaga i Huskvarna, är en svensk fotbollsspelare som spelar för Husqvarna FF. Han spelar främst som anfallare, men har även spelat som offensiv mittfältare.

## Karriär

### Tidig karriär
Hamidovic är uppvuxen i Öxnehaga, Huskvarna. Han började spela fotboll i IFK Öxnehaga. Därefter spelade Hamidovic för IK Tord, innan han som 15-åring gick till Jönköpings Södra.
Inför säsongen 2013 flyttades Hamidovic upp i A-laget. Hamidovic debuterade i Superettan den 24 augusti 2013 i en 2–2-match mot Ängelholms FF, där han blev inbytt i den 84:e minuten mot Tommy Thelin. Han gjorde sitt första mål den 2 november 2013 i en 1–0-vinst över GAIS, där han blev inbytt i den 70:e minuten mot Robert Gojani och tre minuter senare gjorde matchens enda mål.

### Skövde AIK och Motala AIF
Efter att inte fått förlängt kontrakt i J-Södra skrev Hamidovic i februari 2014 på för division 1-klubben Skövde AIK. Han gjorde 11 mål och tre assist på 23 matcher under säsongen 2014, men Skövde blev trots det nedflyttade till Division 2.
I december 2014 värvades Hamidovic av Motala AIF. Han spelade främst som offensiv mittfältare i klubben och gjorde sex mål och sex assist på 22 matcher.

### Husqvarna FF
I februari 2016 värvades Hamidovic av Husqvarna FF, där han skrev på ett tvåårskontrakt. Den 10 juni 2017 gjorde Hamidovic ett hattrick i en 4–0-vinst över Qviding FIF. Han kom tvåa i skytteligan med 20 gjorda mål i Division 1 2017, endast slagen av Ljungskile SK:s Robin Strömberg som gjorde 21 mål.

### GAIS
I augusti 2017 värvades Hamidovic av Gais, där han skrev på ett tvåårskontrakt. Han anslöt till klubben den 1 januari 2018. Hamidovic debuterade den 19 februari 2018 i en 3–2-vinst över IF Elfsborg i gruppspelet av Svenska cupen 2017/2018. Han gjorde även sitt första mål för klubben i matchen. I följande match gjorde Hamidovic två mål i en 3–3-match mot Hammarby IF. I den avslutade gruppspelsmatchen mot Vasalunds IF gjorde han ytterligare två mål och kom totalt upp i fem mål på tre matcher i gruppspelet. Hamidovic spelade även i kvartsfinalen mot Östersunds FK, som GAIS förlorade med 1–0.
I premiäromgången av Superettan 2018 gjorde Hamidovic sin Superettan-debut samt ett mål på straff i en 2–1-vinst över Jönköpings Södra.

### Jönköpings Södra
I april 2019 värvades Hamidovic av Jönköpings Södra, där han skrev på ett tvåårskontrakt. Hamidovic debuterade den 6 april 2019 i en 2–1-förlust mot Degerfors IF, där han blev inbytt i halvlek mot Amir Al-Ammari. Den 21 april 2019 gjorde Hamidovic ett hattrick i en 7–1-vinst över Norrby IF.

### Ankara Keçiörengücü
I januari 2021 värvades Hamidovic av turkiska Ankara Keçiörengücü. Han gjorde åtta inhopp under sin tid i klubben.

### Återkomst i Jönköpings Södra
Den 31 maj 2021 blev Hamidovic klar för en återkomst i Jönköpings Södra, där han skrev på ett kontrakt över resten av säsongen. I januari 2022 skrev Hamidovic på ett nytt kontrakt som sträcker sig över säsongen.
Efter säsongen 2022 lämnade han klubben i januari 2023.

### Utsiktens BK
I februari 2023 skrev Hamidovic på ett ettårskontrakt med Utsiktens BK.

### Aiolikos
I januari 2024 värvades Hamidovic av grekiska Aiolikos, där han skrev på ett halvårskontrakt.

## Karriärstatistik
| Klubb               | Säsong             | Liga                  | Liga    | Liga | Nationell cup | Nationell cup | Övrigt  | Övrigt | Totalt  | Totalt |
| Klubb               | Säsong             | Division              | Matcher | Mål  | Matcher       | Mål           | Matcher | Mål    | Matcher | Mål    |
| ------------------- | ------------------ | --------------------- | ------- | ---- | ------------- | ------------- | ------- | ------ | ------- | ------ |
| Jönköpings Södra    | 2013               | Superettan            | 2       | 1    | 0             | 0             | —       | —      | 2       | 1      |
| Skövde AIK          | 2014               | Division 1 Södra      | 23      | 11   | 2             | 1             | —       | —      | 25      | 12     |
| Motala AIF          | 2015               | Division 1 Norra      | 22      | 6    | 0             | 0             | —       | —      | 22      | 6      |
| Husqvarna FF        | 2016               | Division 1 Södra      | 17      | 6    | 0             | 0             | —       | —      | 17      | 6      |
| Husqvarna FF        | 2017               | Division 1 Södra      | 25      | 20   | 2             | 2             | —       | —      | 27      | 22     |
| Husqvarna FF        | Totalt             | Totalt                | 42      | 26   | 2             | 2             | —       | —      | 44      | 28     |
| Gais                | 2018               | Superettan            | 30      | 11   | 4             | 5             | —       | —      | 34      | 16     |
| Gais                | 2019               | Superettan            | 1       | 0    | 4             | 2             | —       | —      | 5       | 2      |
| Gais                | Totalt             | Totalt                | 31      | 11   | 8             | 7             | —       | —      | 39      | 18     |
| Jönköpings Södra    | 2019               | Superettan            | 25      | 15   | 1             | 0             | —       | —      | 26      | 15     |
| Jönköpings Södra    | 2020               | Superettan            | 29      | 11   | 2             | 1             | 2       | 0      | 33      | 12     |
| Jönköpings Södra    | Totalt             | Totalt                | 54      | 26   | 3             | 1             | 2       | 0      | 59      | 27     |
| Ankara Keçiörengücü | 2020/2021          | 1. Lig                | 8       | 0    | 0             | 0             | —       | —      | 8       | 0      |
| Jönköpings Södra    | 2021               | Superettan            | 11      | 2    | 1             | 0             | —       | —      | 12      | 2      |
| Jönköpings Södra    | 2022               | Superettan            | 28      | 4    | 1             | 1             | —       | —      | 29      | 5      |
| Jönköpings Södra    | Totalt             | Totalt                | 39      | 6    | 2             | 1             | —       | —      | 41      | 7      |
| Utsiktens BK        | 2023               | Superettan            | 13      | 1    | 4             | 0             | 2       | 0      | 19      | 1      |
| Aiolikos            | 2023/2024          | Grekiska superligan 2 | 1       | 0    | 0             | 0             | —       | —      | 1       | 0      |
| Totalt i karriären  | Totalt i karriären | Totalt i karriären    | 235     | 88   | 21            | 12            | 4       | 0      | 260     | 100    |

1. ↑  Uppflyttningskvalmatcher mot Kalmar FF.[34][35]
2. ↑  Uppflyttningskvalmatcher mot IF Brommapojkarna.[36][37]